# STU発⇒東京
『STU発⇒東京』（エスティーユーはつとうきょう）は、BSフジで2019年10月31日から不定期で放送されているバラエティ番組。

## 概要
STU48のメンバーが、瀬戸内出身の大先輩・田村淳の案内で東京のさまざまな場所を訪れ、東京の文化や流行を学ぶ成長バラエティー。

## 出演者

### レギュラー
- MC
  - 田村淳（ロンドンブーツ1号2号）
- レギュラー
  - STU48

## スタッフ
- 構成：鮫肌文殊、塩見昌矢
- 技術協力：e-naスタジオ、REC
- 協力：STU、キングレコード
- AD：斎藤貴次、前田玲
- AP：友枝あす香
- ディレクター：金子優介、安達昇
- 演出：勝見拓也
- プロデューサー：織田実
- 制作協力：STELLA-TV
- 製作著作：BSフジ